# Scharnhorst (lớp tàu tuần dương)
Lớp tàu tuần dương Scharnhorst là lớp tàu tuần dương bọc thép thông thường sau cùng được Hải quân Đế quốc Đức chế tạo. Bao gồm hai chiếc Scharnhorst và Gneisenau, chúng lớn hơn lớp Roon dẫn trước; kích thước tăng thêm này được sử dụng để gia tăng dàn pháo chính 21 cm (8,3 in) từ bốn lên tám khẩu. Đây là những chiếc tàu tuần dương Đức đầu tiên đạt đến chất lượng tương đương với những đối thủ Anh. Các con tàu được đặt tên theo những nhà cải cách quân đội người Phổ vào thế kỷ 19 Gerhard von Scharnhorst và August von Gneisenau.
Được chế tạo để hoạt động cách xa chính quốc, Scharnhorst và Gneisenau được phân về Hải đội Đông Á lần lượt vào năm 1909 và 1910. Scharnhorst đảm nhận vai trò soái hạm cho Hải đội thay phiên cho chiếc tàu tuần dương bọc thép cũ Fürst Bismarck vốn đã được bố trí từ năm 1900. Cả hai chiếc trong lớp chỉ có cuộc đời hoạt động ngắn ngủi. Không lâu trước khi Chiến tranh Thế giới thứ nhất nổ ra, các con tàu rời căn cứ tại Thanh Đảo, Trung Quốc cho chuyến đi tuần tra thường lệ. Vào ngày 1 tháng 11 năm 1914, chúng tiêu diệt một hải đội Anh trong trận Coronel, thất bại đầu tiên của Hải quân Anh kể từ trận Plattsburgh năm 1814. Sau cùng, Hải đội Đông Á, bao gồm cả Scharnhorst và Gneisenau, bị đánh chìm trong trận chiến quần đảo Falkland vào ngày 8 tháng 12 năm 1914.

## Thiết kế

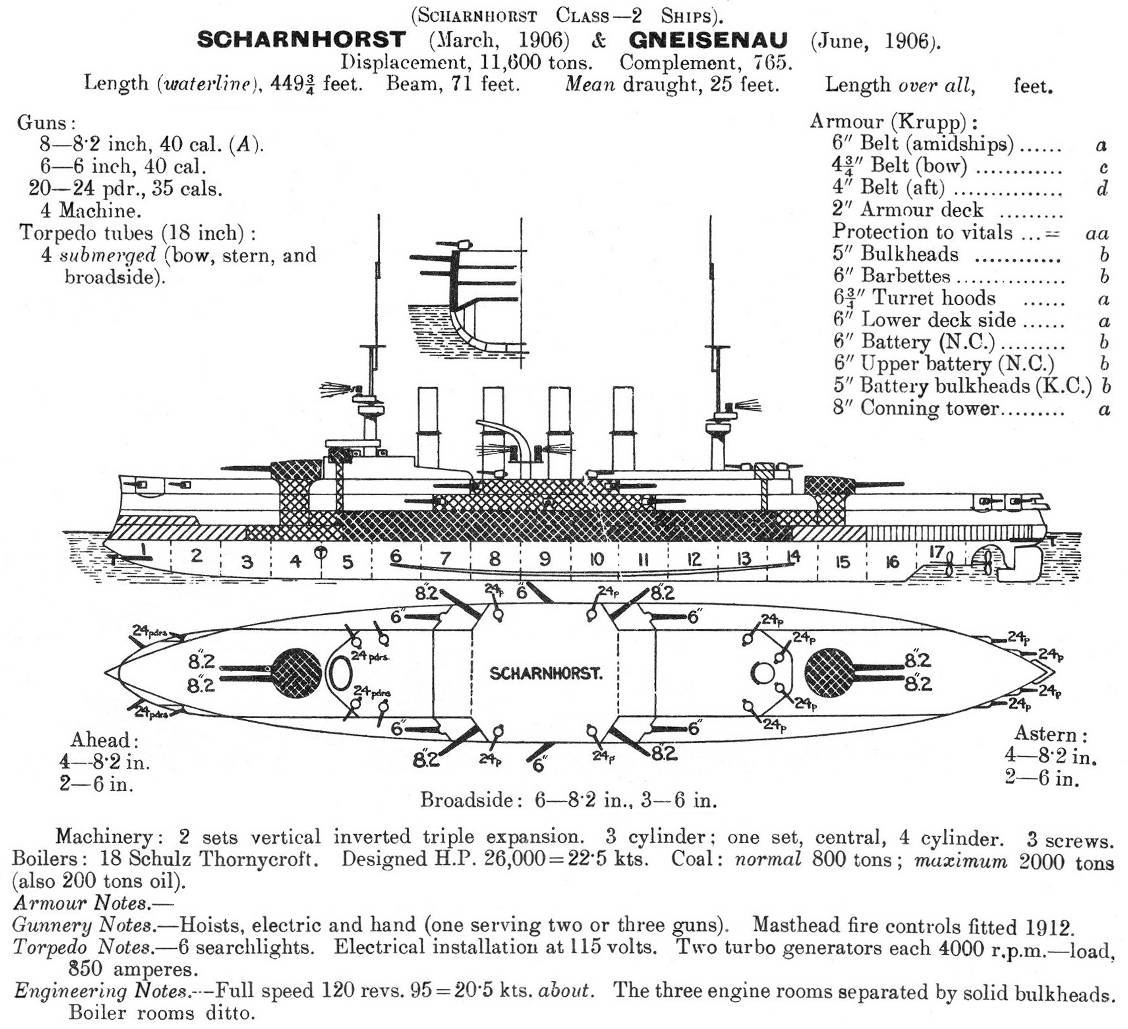
Sơ đồ lớp Scharnhorst như được mô tả trong Jane's Fighting Ships năm 1914

### Các đặc tính chung
Những chiếc trong lớp Scharnhorst có chiều dài chung 144,6 mét (474 ft) và chiều dài ở mực nước là 143,8 m (472 ft). Chúng có mạn thuyền rộng 21,6 m (71 ft), tầm nước sâu 8,4 m (27 ft 7 in)và có một trọng lượng choán nước tiêu chuẩn 11.616 tấn (11.433 tấn Anh; 12.804 tấn Mỹ), nhưng lên đến 12.985 t (12.780 tấn Anh; 14.314 tấn Mỹ) khi đầy tải. Lườn tàu được cấu trúc từ những khung thép ngang và dọc, trên đó các tấm thép lườn tàu được lắp bằng đinh tán. Các con tàu có 15 ngăn kín nước, và có một đáy tàu kép chiếm 50% chiều dài lườn tàu.
Các con tàu có thành phần thủy thủ đoàn đầy đủ gồm 38 sĩ quan và 726 thủy thủ. Khi hoạt động như là soái hạm của hải đội, Scharnhorst có một đội ngũ đông hơn, bổ sung thêm 14 sĩ quan và 62 thủy thủ; Gneisenau khi hoạt động như tàu chỉ huy thứ hai được tăng cường 3 sĩ quan và 25 thủy thủ. Các con tàu mang theo một số xuồng nhỏ, bao gồm hai xuồng gác, hai xuồng đổ bộ, một xuồng chỉ huy, hai ca-nô, hai xuồng yawl và một xuồng nhỏ.

### Hệ thống động lực
Những chiếc trong lớp Scharnhorst được trang bị hệ thống động lực giống như lớp Roon dẫn trước, gồm ba động cơ hơi nước ba buồng bành trướng 3 xy-lanh. Mỗi động cơ dẫn động một trục chân vịt; trên chiếc Scharnhorst chân vịt của trục giữa có đường kính 4,7 m (15 ft) trong khi chân vịt các trục bên có đường kính 5 m (16 ft); còn trên chiếc Gneisenau chúng đều hơi nhỏ hơn, với chân vịt giữa là 4,6 m (15 ft) và chân vịt bên là 4,8 m (16 ft). Hơi nước cho các động cơ được cung cấp từ 18 nồi hơi đốt than kiểu hàng hải với tổng cộng 36 lò đốt. Hệ thống động lực này được thiết kế để cung cấp công suất 26.000 ihp (19.000 kW), cho dù khi chạy thử máy các con tàu đều vượt hơn: Scharnhorst ở mức 28.782 ihp (21.463 kW) và Gneisenau lên đến 30.396 ihp (22.666 kW). Các con tàu được dự định đạt được tốc độ 22,5 hải lý trên giờ (41,7 km/h; 25,9 mph), và khi chạy thử máy Scharnhorst đạt được 23,5 kn (43,5 km/h; 27,0 mph) và Gneisenau đạt được 23,6 kn (43,7 km/h; 27,2 mph). Thông thường chúng sẽ mang theo 800 t (790 tấn Anh; 880 tấn Mỹ) than, nhưng có thể chở tối đa đến 2.000 t (2.000 tấn Anh; 2.200 tấn Mỹ), cho phép có tầm hoạt động tối đa 4.800 hải lý (8.900 km; 5.500 mi) ở tốc độ đường trường 14 kn (26 km/h; 16 mph). Các con tàu chỉ có một bánh lái duy nhất.
Các con tàu cũng có hệ thống phát điện tương tự như với lớp Roon cũ hơn, bao gồm bốn máy phát turbine cung cấp công suất 260 kw ở điện thế 110 volt. Lớp Scharnhorst là những tàu tuần dương cuối cùng của Đức trang bị máy phát với điện thế 110 volt, thiết kế tiếp theo, chiếc Blücher, có máy phát điện với điện thế 225 volt.

### Vũ khí

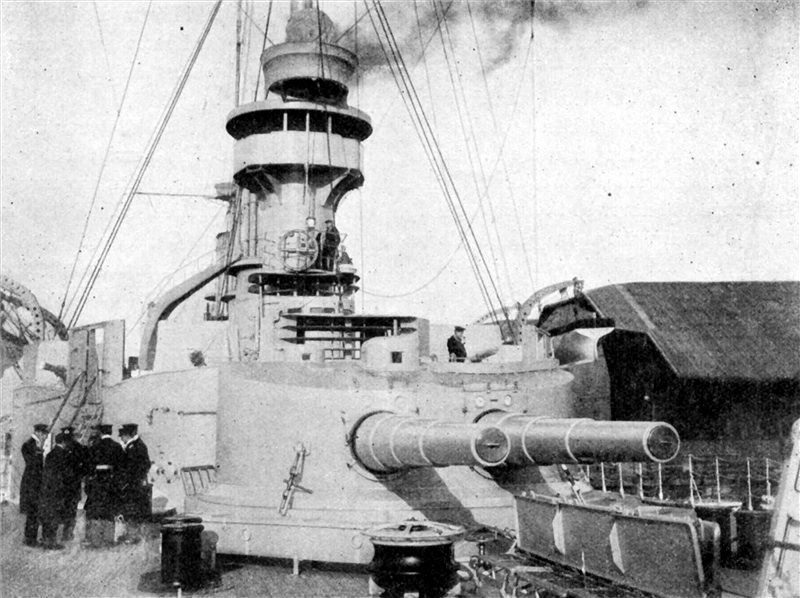
Tháp pháo phía trước của Scharnhorst

Dàn pháo chính của các con tàu bao gồm tám khẩu pháo 21 cm (8,3 in) SK L/40 bắn nhanh gồm bốn khẩu trên hai tháp pháo nòng đôi bố trí phía trước và phía sau cấu trúc thượng tầng, số còn lại đặt trên những tháp pháo nòng đơn hai bên mạn tàu. Pháo 21 cm bắn ra đạn pháo xuyên thép (AP) nặng 108 kg (238 lb) với lưu tốc đầu đạn 780 m/s (2.600 ft/s); tốc độ bắn của chúng là 4 đến 5 phát mỗi phút. Các khẩu pháo được cung cấp tổng cộng 700 quả đạn pháo. Pháo trên tháp pháo nòng đôi có thể nâng tối đa cho đến góc 30°, cho phép có tầm xa tối đa 16.300 m (17.800 yd), trong khi pháo trên tháp pháo nòng đơn chỉ có thể nâng tối đa cho đến góc 16°, nên tầm xa tối đa cũng giảm tương ứng còn 12.400 m (13.600 yd). Các tháp pháo nòng đôi có thể xoay đến khoảng 150° qua cả hai bên mạn từ trục giữa.
Dàn pháo hạng hai bao gồm sáu khẩu 15 cm (5,9 in) SK L/40 bắn nhanh bố trí trong các tháp pháo ụ kiểu MPL C/06;  Các khẩu pháo này bắn ra đạn pháo xuyên thép với tốc độ bắn 4 đến 5 phát mỗi phút. Con tàu mang theo 170 quả đạn pháo cho mỗi khẩu pháo, với tổng cộng 1.020 quả. Bệ pháo này có thể hạ tối đa cho đến góc −7° và nâng tối đa cho đến góc 20°, cho phép có tầm bắn tối đa 13.700 m (15.000 yd); chúng được vận hành và xoay hoàn toàn bằng tay.
Các con tàu còn được trang bị mười tám khẩu pháo 8,8 cm (3,46 in) SK L/45 bắn nhanh bố trí trong tháp pháo ụ. Chúng bắn ra đạn pháo nặng 10 kg (22 lb) ở lưu tốc đầu đạn khoảng 620 m/s (2.000 ft/s). Con tàu mang theo 150 quả đạn pháo cho mỗi khẩu pháo, với tổng cộng 2.700 quả. Kiểu vũ khí này có khả năng bắn đến mục tiêu cách xa 11.000 m (12.000 yd). Cũng giống như kiểu pháo 15 cm, chúng được vận hành và xoay hoàn toàn bằng tay.
Giống như mọi tàu chiến lớn vào thời đó, những chiếc trong lớp Scharnhorst còn được trang bị bốn ống phóng ngư lôi ngầm 44 cm (17 in), gồm một trước mũi, một phía đuôi và một mỗi bên mạn giữa tàu, tất cả đều được đặt trên mặt nước. Con tàu mang theo tổng cộng 11 quả ngư lôi. Kiểu vũ khí C/03 này nặng 662 kg (1.459 lb) và mang một đầu đạn nổ mạnh nặng 176 kg (388 lb). Ở tốc độ 31 kn (57 km/h) chúng có tầm bắn hiệu quả 1.500 m (1.600 yd), và khi cài đặt ở tốc độ chậm hơn 26 kn (48 km/h) kiểu vũ khí này có thể bắn trúng mục tiêu ở cách xa đến 3.000 m (3.300 yd).

### Vỏ giáp
Giống như mọi tàu chiến chủ lực Đức vào thời đó, những chiếc trong lớp Scharnhorst được bảo vệ bằng thép giáp Krupp. Chúng có đai giáp dày đến 150 mm (5,9 in) ở phần giữa con tàu nơi động cơ, các hầm đạn và các phần quan trọng khác được bố trí, và vuốt mỏng còn 80 mm (3,1 in) ở các phần còn lại, nhưng không kéo dài đến tận mũi và đuôi tàu; phía sau suốt chiều dài của đai giáp là một lớp lót bổ sung bằng gỗ teak. Sàn tàu bọc thép chính có độ dày 60 mm (2,4 in) tại các phần trọng yếu của con tàu, và giảm còn 35 mm (1,4 in) ở những phần ít quan trọng hơn. Sàn tàu bọc thép được nghiêng để tiếp giáp với đai giáp, phần này dày 40–55 mm (1,6–2,2 in). Tháp chỉ huy phía trước được bảo vệ với các mặt hông dày 200 mm (7,9 in) và nóc dày 30 mm (1,2 in); tháp chỉ huy phía sau được bảo vệ kém hơn với các mặt hông dày 50 mm (2,0 in) và nóc dày 20 mm (0,79 in). Các tháp pháo của dàn pháo chính có nóc dày 30 mm (1,2 in) và các mặt bên dày 170 mm (6,7 in), trong khi các khẩu pháo giữa tàu được bảo vệ bởi các tấm chắn mặt trước dày 150 mm (5,9 in) và nóc dày 40 mm (1,6 in). Pháo 15 cm được bảo vệ bởi các tấm chắn dày 80 mm (3,1 in).

## Lịch sử hoạt động
Sau khi được đưa vào hoạt động, cả hai chiếc trong lớp Scharnhorst đều được phân về Hải đội Đông Á Đức Quốc, nơi Scharnhorst phục vụ như là soái hạm của Đô đốc Maximilian von Spee. Scharnhorst và Gneisenau đều được đánh giá là những con tàu được huấn luyện tốt, cả hai được nhận những giải thưởng về thành tích thực hành tác xạ. Vào lúc bắt đầu Chiến tranh Thế giới thứ nhất, cả hai đang hiện diện tại quần đảo Caroline trong một chuyến đi thường lệ trong khi phần còn lại của Hải đội dưới quyền Đô đốc von Spee đang phân tán khắp Thái Bình Dương. Việc Nhật Bản tuyên chiến với Đức đã thuyết phục von Spee tập trung lực lượng dưới quyền cùng với các tàu tuần dương Leipzig và Dresden thuộc Trạm châu Mỹ và hướng đến Chile để tiếp nhiên liệu. Hải đội sau đó sẽ tìm cách quay trở về Đức qua ngã Nam Đại Tây Dương. Đô đốc von Spee cũng dự tính tấn công ba chiếc tàu tuần dương Anh dưới quyền chỉ huy của Đô đốc Christopher Cradock và tiêu diệt mọi tàu bè Anh đụng độ. Vào ngày 22 tháng 9 năm 1914, Scharnhorst và Gneisenau tiến đến đảo Papeete tại Polynesia thuộc Pháp với ý định chiếm lấy số dự trữ than tại đây. Các con tàu tiến hành một đợt bắn phá ngắn dẫn đến việc đánh chìm chiếc pháo hạm cũ Zélée. Tuy nhiên, von Spee lo sợ lối ra vào cảng đã được cài mìn, nên quyết định né tránh nguy cơ. Người Pháp cũng đã đốt cháy số than dự trữ của họ để ngăn không cho phía Đức sử dụng.

### Trận Coronel
Khoảng 17 giờ 00 ngày 1 tháng 12 năm 1914, Hải đội Đông Á Đức đụng độ với các con tàu dưới quyền Cradock ngoài khơi Coronel thuộc Chile. Vì các con tàu Đức chiếm ưu thế về tốc độ, von Spee duy trì một khoảng cách 18 km (9,7 nmi) trước khi rút ngắn xuống còn 12 km (6,5 nmi) để đối đầu với hải đội Anh lúc 19 giờ 00. Scharnhorst bắn trúng Good Hope khoảng 34 lần, ít nhất một trong các quả đạn pháo đã đánh trúng hầm đạn của Good Hope, gây hậu quả một vụ nổ khủng khiếp đã phá hủy con tàu. Tàu tuần dương hạng nhẹ Đức Nürnberg đã tiến đến cự ly bắn thẳng để tấn công Monmouth, và sau khi bị bắn trúng nhiều phát Monmouth cũng bị chìm. Tàu tuần dương hạng nhẹ Anh Glasgow cùng tàu tuần dương phụ trợ Otranto lẩn tránh được dưới sự che chở của bóng đêm. Thứ trưởng Hải quân Anh, Đô đốc Jackie Fisher nhớ lại "Đó là trận hải chiến buồn thảm nhất trong chiến tranh." Đây là thất bại đầu tiên mà Hải quân Hoàng gia Anh phải chịu đựng kể từ Trận Plattburgh năm 1814. Sau khi tin tức về trận chiến được báo cáo lên Hoàng đế Wilhelm II ở Berlin, ông ra lệnh tặng thưởng 300 huân chương Chữ thập sắt cho các thành viên trong hải đội của von Spee. Sau khi được tiếp nhiên liệu tại Valparaiso, Hải đội Đông Á Đức Quốc lên đường hướng đến quần đảo Falkland nhằm tiêu diệt trạm phát vô tuyến của Anh đặt tại đây.

### Trận chiến quần đảo Falkland

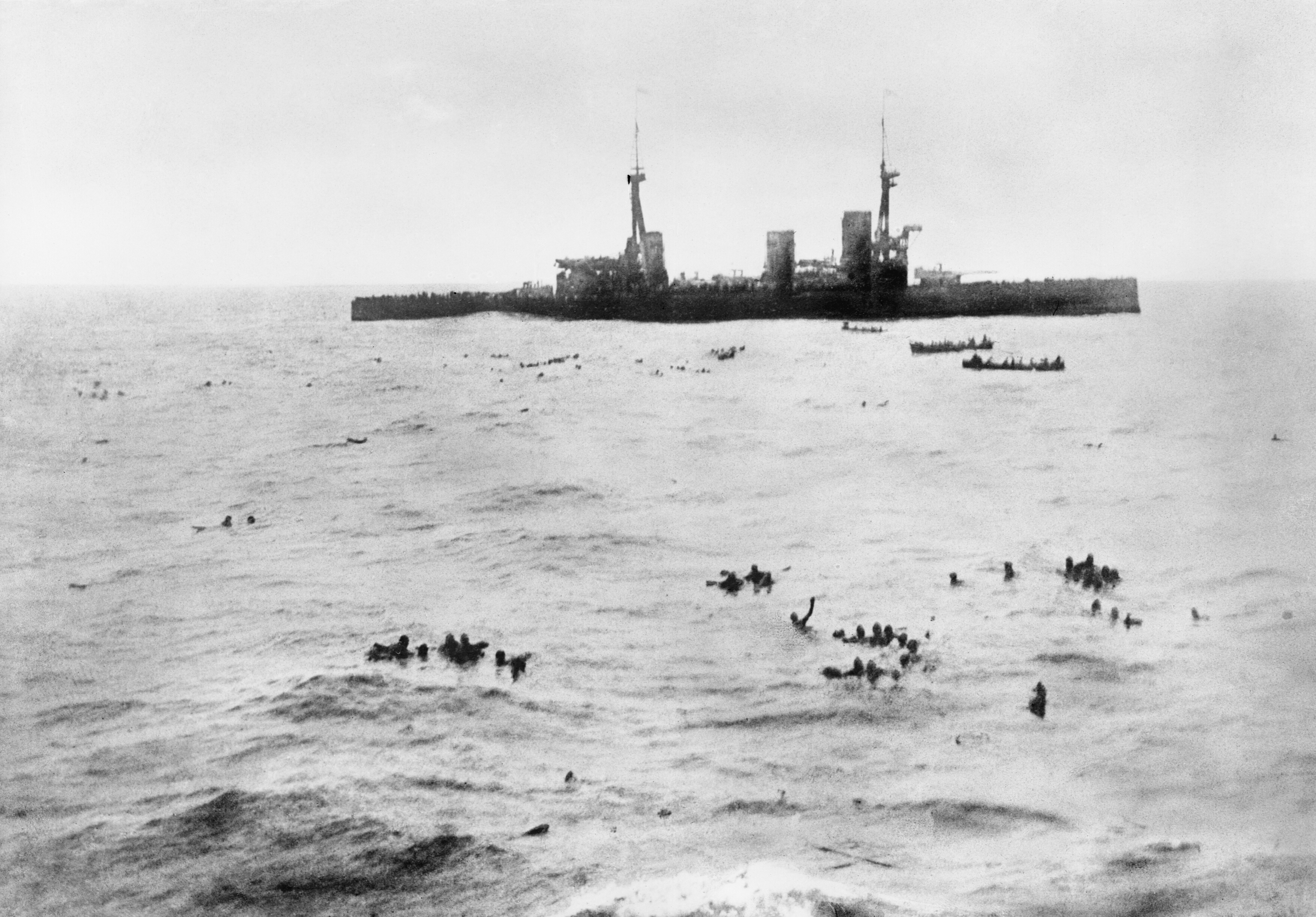
Tàu chiến-tuần dương Anh Inflexible đang vớt những người sống sót từ chiếc Gneisenau

Khoảng sáu giờ sau khi tin tức về trận Coronel về đến nước Anh, Đô đốc Fisher chỉ thị cho Đô đốc John Jellicoe, Tư lệnh Hạm đội Grand, phái các tàu chiến-tuần dương Invincible và Inflexible đi săn đuổi các con tàu Đức. Lực lượng đặt dưới quyền chỉ huy của Phó đô đốc Doveton Sturdee còn bao gồm các tàu tuần dương bọc thép Carnarvon, Cornwall, Defense và Kent cùng các tàu tuần dương hạng nhẹ Bristol và Glasgow vốn sống sót qua trận Coronel. Các con tàu dưới quyền Sturdee đi đến quần đảo Falkland vào sáng sớm ngày 8 tháng 12 năm 1914, không lâu trước khi hải đội của von Spee cũng đến nơi. Lực lượng Anh phát hiện ra Hải đội Đông Á lúc 09 giờ 40 phút, trong khi von Spee không biết rằng đối phương đã phái hai tàu chiến-tuần dương đối đầu với mình; và khi phát hiện ra chúng, ông ra lệnh cho các tàu dưới quyền rút lui. Mặc dù đã dẫn trước một quãng xa, các tàu chiến-tuần dương nhanh hơn đã nhanh chóng bắt kịp những con tàu Đức đã hao mòn, vì đã trải qua chặng đường 16.000 nmi (30.000 km) mà không được sửa chữa.
Lúc khoảng 13 giờ 20 phút, các tàu chiến-tuần dương Anh nổ súng ở khoảng cách 14 km (7,6 nmi). Sau hai giờ chống cự, Scharnhorst chết đứng giữa biển và bị nghiêng nặng, con tàu bị đánh chìm không lâu sau đó. Gneisenau trúng khoảng 50 phát đạn pháo ở tầm gần, thủy thủ đoàn tung hô Kaiser ba lần trước khi con tàu chìm. Nürnberg và Leipzig cũng bị đánh chìm; riêng Dresden tìm cách lẩn tránh và tạm thời thoát được, để rồi cũng bị tiêu diệt ngoài khơi đảo Juan Fernández. Khoảng 2.200 người đã tử trận, trong số đó có Đô đốc von Spee.